# Шабунин, Иван Петрович
Ива́н Петро́вич Шабу́нин (9 октября 1935, Новоаннинский, Сталинградский край — 20 сентября 2006, Волгоград) — российский государственный деятель, глава администрации Волгоградской области (1991—1997).

## Биография
Родился 9 октября 1935 года в городе Новоаннинский (ныне — Волгоградской области). Получил высшее образование в Волгоградском сельскохозяйственном институте. Окончил аспирантуру, имел учёную степень кандидата экономических наук. Окончил Академию общественных наук при ЦК КПСС.

### Трудовая деятельность
Трудовая деятельность началась с работы зоотехником-селекционером в совхозе «Реконструкция», в колхозе им. А. А. Жданова Новоаннинского района Волгоградской области. В 1962 году назначен на должность начальника планово-экономического отдела Урюпинского районного производственного сельскохозяйственного управления. Уже в следующем году получил повышение по службе, став заведующим сектором экономики сельскохозяйственного отдела Волгоградского обкома КПСС, а затем начальником планово-экономического отдела Волгоградского областного управления сельского хозяйства.
С 1971 года — заместитель директора Волжского научно-исследовательского института орошаемого земледелия, а с 1972 — начальник производственного объединения совхозов. В 1975 году стал первым заместителем председателя Волгоградского облисполкома.
В 1985—1987 годах был председателем областной плановой комиссии, в 1987—1989 годах возглавлял информационно-вычислительный центр областного агропромышленного комитета. С 1989 года — директор Волгоградского областного государственно-кооперативного агропромышленного объединения.

### Политическая деятельность
В 1990 году избран народным депутатом РСФСР, входил в состав Комитета Верховного Совета РСФСР по вопросам экономической реформы и собственности. В 1990—1991 годах был председателем исполкома Волгоградского областного Совета.
19 сентября 1991 года назначен Главой Администрации Волгоградской области, пребывал на этом посту до 1996 года.
В декабре 1993 года был избран депутатом Совета Федерации, являлся членом Комитета по делам Содружества Независимых Государств. После реформы Совета Федерации в 1996 году вошёл в его состав как глава субъекта Федерации, став членом Комитета по аграрной политике
В 1996 году состоялись первые в истории Волгоградской области выборы Главы Администрации области, которые Шабунин проиграл Николаю Максюте.
В 1997 году был приглашен на должность первого заместителя председателя Исполнительного комитета СНГ в Минск, где проработал до 1999 года.
В 2003 году занял пост советника мэра Волгограда. Состоял в должности до момента смерти, 20 сентября 2006 года.

### Смерть
Шабунин Иван Петрович умер 20 сентября 2006 года после продолжительной болезни. Похоронен в Волгограде на кладбище Дзержинского района.

### Память
Ежегодно, в октябре, с 2010 года, в Волгограде проходит международная научно-практическая конференция «Альтернативы регионального развития», посвященная памяти И. П. Шабунина.

## Семья
- Супруга — Иветта Михайловна Гамазова (Шабунина) (1936—2013), доктор экономических наук. Похоронена рядом с мужем в Волгограде.
- Дочь — Шабунина Наталья Ивановна.
- Внук — Мачавариани Зураб Николаевич.

## Награды
Награждён двумя орденами Трудового Красного Знамени